# Mauro Schmid
Mauro Schmid (Bülach, 4 december 1999) is een Zwitsers baan- veld- en wielrenner die sinds 2024 rijdt voor Team Jayco AlUla.

## Belangrijkste overwinningen

### Wegwielrennen
2019
 Zwitsers kampioen op de weg, beloften
 Zwitsers kampioenschap tijdrijden, Beloften
2021
11e etappe Ronde van Italië
2022
1e etappe Internationale Wielerweek
Eindklassement Ronde van België
 Wereldkampioen gemengde ploegenestafette
2023
2e(TTT) etappe Ronde van de Verenigde Arabische Emiraten
Eind- en puntenklassement Internationale Wielerweek
 Wereldkampioen gemengde ploegenestafette
2024
 Zwitsers kampioen op de weg, elite
Eindklassement Ronde van Slowakije
2025
Cadel Evans Great Ocean Road Race
 Zwitsers kampioen tijdrijden, elite
 Zwitsers kampioen op de weg, elite

#### Resultaten in voornaamste wedstrijden
| Jaar | Ronde van Italië | Ronde van Frankrijk | Ronde van Spanje |
| ---- | ---------------- | ------------------- | ---------------- |
| 2021 | 93e (1)          |                     |                  |
| 2022 | 75e              |                     |                  |
| 2023 |                  |                     |                  |
| 2024 |                  |                     | 71e              |
| 2025 |                  | 101e                |                  |

| Jaar | Milaan-San Remo | Amstel Gold Race | Luik-Bast.‑Luik | Ronde van Lombardije | Waalse Pijl | Clásica San Sebastián |  | WK op de weg |
| ---- | --------------- | ---------------- | --------------- | -------------------- | ----------- | --------------------- |  | ------------ |
| 2021 |                 |                  |                 | opgave               |             |                       |  |              |
| 2022 |                 |                  |                 |                      |             |                       |  | 17e          |
| 2023 |                 | 37e              | opgave          |                      | 16e         |                       |  | 13e          |
| 2024 |                 | 82e              | opgave          |                      | opgave      |                       |  | opgave       |
| 2025 | 32e             | 15e              | 22e             |                      | 10e         | 11e                   |  |              |

### Baanwielrennen
| Jaar     | ZK                                                                       | EK                                                      | WK          | Overig                                     |
| Junioren | Junioren                                                                 | Junioren                                                | Junioren    | Junioren                                   |
| -------- | ------------------------------------------------------------------------ | ------------------------------------------------------- | ----------- | ------------------------------------------ |
| 2017     |                                                                          | puntenkoers · ploegenachtervolging                      |             |                                            |
| Belofte  |                                                                          |                                                         |             |                                            |
| 2019     |                                                                          | ploegenachtervolging · koppelkoers · 4e achtervolging   |             |                                            |
| 2020     |                                                                          | 4e ploegenachtervolging 4e puntenkoers 6e achtervolging |             |                                            |
| 2021     |                                                                          | 4e achtervolging 6e ploegenachtervolging                |             |                                            |
| Elite    |                                                                          |                                                         |             |                                            |
| 2017     | 9e koppelkoers                                                           |                                                         |             |                                            |
| 2018     | achtervolging · 4e koppelkoers · 8e keirin · 10e afvalkoers              |                                                         |             |                                            |
| 2019     | puntenkoers · scratch · 4e keirin · 4e koppelkoers · 5e achtervolging    |                                                         | 7e scratch  | WB Cambridge: ploegenachtervolging         |
| 2020     | scratch · 5e koppelkoers · 5e omnium · 6e puntenkoers · 7e achtervolging |                                                         | 20e scratch | Aigle: 4e koppelkoers                      |
| 2021     | 5e koppelkoers 6e omnium                                                 |                                                         |             | Olympische Spelen: 8e ploegenachtervolging |

### Veldrijden
2015/2016
Illnau, junioren
Dielsdorf, junioren
2e EKZ CrossTour, junioren
 Zwitsers kampioenschap, junioren
2016/2017
Nyon, junioren
 Zwitsers kampioenschap, junioren

## Ploegen
- 2019 –  Swiss Racing Academy
- 2020 –  Leopard Pro Cycling (v.a. 20 maart)
- 2021 –  Team Qhubeka-ASSOS
- 2022 –  Quick Step-Alpha Vinyl
- 2023 –  Soudal-Quick Step
- 2024 –  Team Jayco AlUla
- 2025 –  Team Jayco AlUla

Armée · Aru · Barbero · Bennett · Brown · Campenaerts · Claeys · Clarke · Dlamini · Frankiny · Gogl · Hansen · Henao · Janse van Rensburg · Lindeman · Nizzolo  · Pelucchi · Power · Pozzovivo · Schmid · Stokbro · Sunderland · Tanfield · Vacek · Vinjebo · Walscheid · Wiśniowski
Alaphilippe  · Asgreen · Bagioli · Ballerini · Cattaneo · Cavagna · Cavendish · Černý · Declercq · Devenyns · Evenepoel  · Honoré · Jakobsen  · Keisse · Knox · Lampaert · Masnada · Mørkøv · Schmid · Sénéchal · Serry · Steels · Steimle · Štybar · Svrček (vanaf 1/7) · Van Lerberghe · Van Tricht · Van Wilder · Vansevenant · Vernon · Vervaeke · Raccani (stagiair)
Alaphilippe · Asgreen · Bagioli · Ballerini · Cattaneo · Cavagna · Černý · Declercq · Devenyns · Evenepoel    · Hirt · Jakobsen  · Knox · Lampaert · Masnada · Merlier · Mørkøv · Pedersen · Schmid · Sénéchal · Serry · Steimle · Svrček · Van Lerberghe · Van Tricht · Van Wilder · Vansevenant · Vernon · Vervaeke
Berhe · Craddock · De Marchi · De Pretto · Dunbar · Durbridge · Engelhardt · Ewan · Foldager · Groenewegen · Hamilton · Harper · Hepburn · Jansen · Juul-Jensen · Maas · Matthews · Mezgec · O'Brien · Peña · Plapp · Porter · Quick · Reinders · Schmid · Scotson · Stewart · Walscheid · Yates · Zana